# Článek

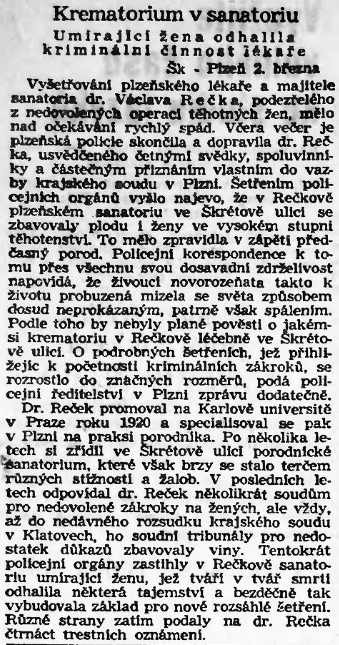
Článek Krematorium v sanatoriu publikovaný v Lidových novinách 3. března 1940

Článek je literární žánr, který v závislosti na svém obsahu může spadat do literárního stylu odborného či publicistického. Za článek se často označuje jakýkoli zpravodajský útvar, který je publikován v novinách či na webu.[zdroj?]
Obsahem článku jsou:
- základní myšlenka (teze)
- argumentace
- závěry

Články mohou být volně dostupné prostřednictvím bezplatných novin či online zpravodajství. Za přečtení článku se však většinou[zdroj?] platí buď prostřednictvím koupě tištěného periodika, nebo zaplacením online přístupu k článku. Prodej tištěných novin plošně klesá a úhrady za tzv. zamknuté články neboli za paywayllem platí například ve Spojených státech amerických jen 1 % návštěvníků.

## Odborný článek
Odborný článek patří ve své oblasti k jednomu z kratších stylů. Snaží se stručně a uceleně podat vědecké poznatky, a to s ohledem na možnosti adresáta.

## Publicistický článek
Publicistický článek obsahuje jasné, věcné, logické a srozumitelné vyjádření myšlenky nebo popis události. Je výsledkem subjektivního přístupu autora k dané problematice i k výrazovým a jazykovým prostředkům. Hledá souvislosti, příčiny, následky a analyzuje, třídí a zobecňuje.